# Les Sœurs Brontë
Les Sœurs Brontë è un film del 1979 diretto da André Téchiné, sulle sorelle scrittrici Charlotte, Emily e Anne Brontë, interpretate rispettivamente da Marie-France Pisier, Isabelle Adjani e Isabelle Huppert. Nel film ha un ruolo di particolare rilievo anche il meno noto fratello pittore e scrittore Branwell, interpretato da Pascal Greggory.
È stato presentato in concorso al 32º Festival di Cannes.